# دوغلاس جونيور
دوغلاس جونيور هو لاعب كرة قدم برازيلي في مركز الدفاع، ولد في 15 أكتوبر 1988 في Guamaré ‏ في البرازيل. شارك مع منتخب كازاخستان لكرة الصالات.